# Venta Icenorum

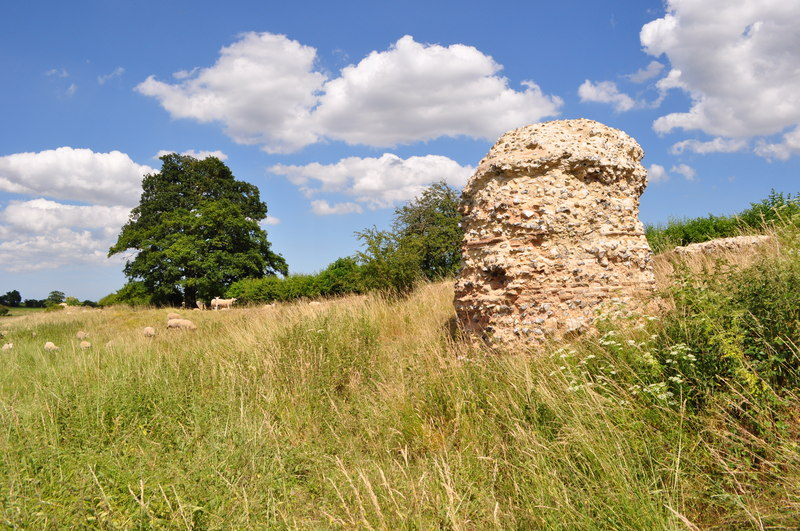
Reste des remparts.

Venta Icenorum est l'ancienne capitale de la tribu des Iceni. Elle est localisée à Caistor St Edmund dans le comté anglais du Norfolk.

## Ville romaine
La ville elle-même a probablement été aménagée et ses premières rues empierrées vers la première moitié du IIe siècle. La ville, qui est mentionnée à la fois dans la cosmographie de Ravenne et dans l'Itinéraire d'Antonin, était une colonie près du village de Caistor St. Edmund, à environ 8,0 km au sud de l'actuelle Norwich et à un ou deux milles du henge de l'âge du bronze à Arminghall (en). Le site se trouve sur la rivière Tas.